# آغلاواش‌لی
آغلاواش‌لی (به لاتین: Ağlavaşlı، تا ۱۹۴۳ میلادی آلاباش‌لی Alabaşlı، تا ۱۲ ژوئن ۲۰۱۸ قاسم اسماعیلوف Qasım İsmayılov) یک منطقه مسکونی در جمهوری آذربایجان است که در شهرستان شمکور واقع شده است. آغلاواش‌لی ۱۹۲۵ نفر جمعیت دارد.